# Австралийски езици
Австралийски езици се наричат езиците на коренното население в Австралия.
В края на 18 век има между 350 и 750 отделни езика и диалекта. В началото на 21 век са останали само 120, като около 100 от тях са силно застрашени. По-голямата част от езиците принадлежат на езиковото семейство Пама–Нюнга. Останалите принадлежат към около 27 малки езикови семейства, чиято територия е ограничена до североизточния край на Австралия. Австралийските езици не са родствени с езици от други континенти.

## Характеристики
Широко разпространено явление е наличието на специфични регистри за говорене в присъствието на определен клас роднини (най-често тези, които влизат с говорещия в родственото отношение „тъща“), които се различават от главния език лексикално. Чест срещано е и табуто над думи, близки до имената на починалите. Това става причина за често заемане на думи от съседни езици и според Робърт Диксън е допринесло за размиване на границите между езиковите семейства.

### Фонология
Повечето австралийски езици имат по три гласни (a,i, u), понякога с разграничаване по дължина. Отсъстват тонове. Обичайно не са представени проходните съгласни, отсъства и противопоставяне по звучност. За сметка на това са налице повече места на учленение: при преградните и носовите съгласни почти всички австралийски езици имат четири реда предноезични съгласни, които се разграничават чрез мястото на допир (по-напред или по-назад) и формата на езика (повече или по-малко заострена). В много от езиците тези редове са налични и при латералните съгласни, някои разполагат и с до три реда р-подобни звука. За пример, езикът Калкутунгу разполага със следните съгласни (използван е практическият правопис): билабиални p, m; „дентални“ th, nh, lh; „алвеолни“ t, n, l; „ретрофлексни“ rt, rn, rl; „палатални“ ty, ny, ly; и веларни k, ng.

### Синтаксис
Характерен е свободният словоред. Морфосинтактичният строй е частично ергативен: личните местоимения за 1. и 2. лице (а в някои езици и одушевените имена) обикновено следват номинативно-акузативен модел (по-агентивният аргумент на преходните глаголи получава същия падеж като единствения аргумент на непреходните глаголи); останалите имена следват ергативно-абсолютивен модел (по-малко агентивният аргумент на преходните глаголи получава същия падеж като аргумента на непреходните). Тук се срещат и едни от малкото езици, за които е характерна синтактичната ергативност.